# Дискография Лигалайза
Статья про артиста: Лигалайз
Дискография рэп-исполнителя Лигалайза включает в себя пять студийных альбомов, тринадцать альбомов в составе групп, два микстейпа, одну компиляцию и один видеоальбом.

## Альбомы
| Название         | Детали                                                                                     |
| ---------------- | ------------------------------------------------------------------------------------------ |
| XL               | - Релиз: 18 мая 2006 года - Лейбл: Монолит Рекордс - Формат: CD, аудиокассета              |
| «Живой»          | - Релиз: 25 ноября 2016 года - Лейбл: «Национальное музыкальное издательство» - Формат: ЦД |
| «Молодой король» | - Релиз: 19 апреля 2018 года - Лейбл: Navigator Records - Формат: ЦД, CD                   |
| ALI              | - Релиз: 24 апреля 2020 года - Лейбл: «М2» - Формат: ЦД, LP                                |
| «Эпизод 4»       | - Релиз: 1 мая 2025 года - Лейбл: TMT Music - Формат: ЦД                                   |

## Микстейпы
| Название           | Детали                     |
| ------------------ | -------------------------- |
| «ЛИГА’MIX»         | - Релиз: 2009 - Формат: ЦД |
| Yung King Mix Tape | - Релиз: 2019 - Формат: ЦД |

## Компиляции
| Название                                 | Детали                                                    |
| ---------------------------------------- | --------------------------------------------------------- |
| «30 лет хитов и андера. Большое начало…» | - Релиз: 20 сентября 2024 года - Лейбл: «М2» - Формат: ЦД |

## Альбомы в составе групп
- 1994 — Slingshot — Salute From Rusha (издан в 2015 году)
- 1998 — D.O.B. — Rushun Roolett (переиздан в 2000 и 2020 году)
- 2000 — Легальный бизне$$ — «Рифмомафия»
- 2000 — D.O.B. — «Мастера Слова»
- 2001 — Bad Balance — «Каменный лес»
- 2002 — Bad B. Альянс — «Новый мир»
- 2003 — Лигалайз + П-13 — «Провокация»
- 2004 — Лигалайз + П-13 — Remix Album (by Da Boogie DJ’s)
- 2004 — D.O.B. — «Короли андеграунда»
- 2009 — П-13 — «Провокация Mixtape» (Посвящается памяти MC Молодого 1983—2009)
- 2012 — Легальный бизне$$ — Wu (EP)
- 2012 — Ярость Inc. — «Бочка дёгтя»
- 2023 — D.O.B. — «Аборигены фанка»

D.O.B.
| Название             | Детали                                                                                   |
| -------------------- | ---------------------------------------------------------------------------------------- |
| Rushun Roolett       | - Релиз: январь 1998 года - Лейбл: «Элиас Records» - Формат: аудиокассета                |
| «Мастера Слова»      | - Релиз: декабрь 2000 года - Лейбл: RAP Recordz - Формат: аудиокассета                   |
| «Короли андеграунда» | - Релиз: 7 сентября 2004 года - Лейбл: «Интеллигентный Хулиган Productions» - Формат: CD |
| «Аборигены фанка»    | - Релиз: 30 июня 2023 года - Лейбл: D.O.B. music - Формат: ЦД                            |

Легальный бизне$$
| Название     | Детали                                                              |
| ------------ | ------------------------------------------------------------------- |
| «Рифмомафия» | - Релиз: 23 июля 2000 года - Лейбл: «Студия Миксмедиа» - Формат: CD |
| Wu (EP)      | - Релиз: 5 апреля 2012 года - Формат: ЦД                            |

Bad Balance
| Название       | Детали                                                                              |
| -------------- | ----------------------------------------------------------------------------------- |
| «Каменный лес» | - Релиз: 19 апреля 2001 года - Лейбл: «Студия Миксмедиа» - Формат: CD, аудиокассета |

«Bad B. Альянс»
| Название    | Детали                                                                   |
| ----------- | ------------------------------------------------------------------------ |
| «Новый мир» | - Релиз: 3 марта 2002 года - Лейбл: D&D Music - Формат: CD, аудиокассета |

Лигалайз & П-13
| Название                                                        | Детали                                                                                                 |
| --------------------------------------------------------------- | --- |
| Провокация                                                      | - Релиз: 13 декабря 2003 года - Лейбл: «Интеллигентный Хулиган Productions» - Формат: CD, аудиокассета |
| Remix Album (by Da Boogie DJ’s)                                 | - Релиз: 2004 - Лейбл: «Интеллигентный Хулиган Productions» - Формат: CD, аудиокассета                 |
| «Провокация Mixtape» (Посвящается памяти MC Молодого 1983—2009) | - Релиз: 30 ноября 2009 года - Лейбл: - Формат: ЦД                                                     |

Ярость Inc.
| Название      | Детали                                       |
| ------------- | -------------------------------------------- |
| «Бочка дёгтя» | - Релиз: 3 ноября 2012 года - Формат: CD, ЦД |

## Синглы
- 1994 — Ladjack, Legalize, Elvis D. — «Proudd A Be Undaground» (сборник D.O.B. Community — «Архив 1992—1996»)
- 1994 — Ladjack, Legalize — «Iknohuuare» (сборник D.O.B. Community — «Архив 1992—1996»)
- 1995 — Ladjack, Legalize — «Foolish Blend» (сборник D.O.B. Community — «Архив 1992—1996»)
- 1995 — Legalize — «Legalize Ona Set» (сборник D.O.B. Community — «Архив 1992—1996»)
- 1996 — Legalize — «Legalize Ona Set» (D.O.B. Mix) (сборник D.O.B. Community — «Архив. Часть II»)
- 1996 — Lily, Ladjak, Михей, Legalize, Джип, Топор, Sir-J — «Livin' in Style (Stolen Loop Mix)» (сборник D.O.B. Community — «Архив 1992—1996»)
- 1997 — Ligalize of D.O.B. — «My Tyme N Kum Yet» (сборник «Hip-Hop Master: Супер вечеринка № 3»)
- 1998 — Ligalize & Pans (with DJ Женя) — «Freestyle» (Live @ Grandmaster DJ '98) (сборник «Битва ди-джеев 2: Москва — Питер»)
- 1999 — Legalize & G-Wilkes — «Настоящий хип-хоп» (сборник «Hip-Hop Info #4»)
- 1999 — Шеff & Legalize — «Intro X—X In4» (сборник «Hip-Hop Info #5»)
- 1999 — Шеff & Legalize/Pans — «Outro» (сборник «Голос улиц № 1»)
- 1999 — Legalize — «Все вместе» (сборник «Голос улиц № 1»)
- 2002 — Legalize & L.G. — «Ностальгия» («Лучший хип-хоп #3»)
- 2006 — Лигалайз & Dato — «Джаная»
- 2007 — Лигалайз — «Я хочу быть с тобой» (feat. гр. Бархат)
- 2008 — Лигалайз — «Моя Москва»
- 2009 — МакSим & Лигалайз — «Небо, засыпай»
- 2014 — Юля Волкова, Лена Катина, Лигалайз, Майк Томпкинс — «Любовь в каждом мгновении»
- 2015 — Лигалайз — «Fight» (feat. Onyx)
- 2015 — Лигалайз — «Карма»
- 2015 — Лигалайз — «Караван» (feat. Art Force Crew, IKA, Андрей Гризли)
- 2016 — Лигалайз — «Укрою»
- 2016 — Лигалайз — «Караван RMXXX» (feat. DJ Groove, DJ Noiz & HarDrum)
- 2017 — Burito & Лигалайз — «Неприкасаемые»
- 2017 — Filatov & Karas Vs. Лигалайз — «Ещё один день»
- 2018 — 25/17 & Лигалайз — «Судьба (Проклятый рэп)»
- 2021 — Лигалайз — «Я такой же как ты»
- 2022 — Filatov & Karas Vs. Лигалайз — «Будущие мамы 2.0»
- 2024 — Лигалайз — «Всемирные» (feat. Каста, KREC, Nogu Svelo, Вася Обломов, Наум Блик, Dmitry Spirin)
- 2025 — Лигалайз — «На падение»

## Синглы в составе групп
- 1999 — Легальный бизне$$ — «Рифмомафия» (сборник «Hip-Hop Info #5»)
- 1999 — Легальный бизне$$ — «Этим вечером» (сборник «Hip-Hop Info #5»)
- 1999 — Легальный бизне$$ — «Пачка сигарет» (сборник «Hip-Hop Info #6»)
- 1999 — Bad B. Альянс — «Intro» & «Outro» (сборник «Hip-Hop Info #6»)
- 2000 — Bad B. Альянс — «Надежда на завтра» (сборник «Hip-Hop Info #7»)
- 2000 — Легальный бизне$$ — «Она знает» (сборник «Hip-Hop Info #7»)
- 2000 — D.O.B. — «Мастера слова» (сборник «Hip-Hop Info #7»)
- 2000 — Легальный бизне$$ — «Мелодия души» (сборник «Голос улиц № 3»)
- 2001 — Империя — «Суперлирика» (сборник «Лучший хип-хоп 2»)
- 2001 — Империя — «Посвящение» (сборник «Лучший хип-хоп 2»)
- 2002 — Империя — «Суперлирика» (нецензурная версия) (сборник «5 лет RAP Recordz»)
- 2002 — Bad B. Альянс — «Уроки улиц» (2000) (альбом «Новый мир») (акапелла Лигалайза была использована без согласия автора[3])
- 2002 — Bad B. Альянс — «Пираты» (2000) (текст ДеЦла) (альбом «Новый мир»)
- 2003 — P-13 — «Prazskyje Budn’i» и «Ja Znaju L’udej» (сборник East Side Unia Vol. III)
- 2022 — D.O.B. — «Бесконечно, Татуировки-шрамы» (макси-сингл)

## Гостевые участия
- 1998 — Рабы лампы — «Рабы рифмы» + текст «Рабы лампы»[4] (альбом «Это не больно»)
- 1998 — Jam Style & Da Boogie Crew — «Вы хотели party?» (альбом «Вы хотели party»)
- 1999 — Big Black Boots — «Лучшие МС» (feat. Legalize & Jeep) («Наши: Новое и неизданное»)
- 1999 — Bad Balance — «Война» (feat. Legalize & БО) (сборник «Hip-Hop Info #6»)
- 1999 — Bad Balance — «Готовы ли вы?» (альбом «Город джунглей»)
- 2000 — Bad Balance — «Intro» (мини-альбом «Москва — New York (Из города джунглей в каменный лес)»)
- 2000 — ДеЦл — «Надежда на завтра» + текст «Пятница» (альбом «Кто ты?»)
- 2002 — Лига — «Мы говорим сердцем» (Skit) (альбом N’Pans — «Чёрная сторона легального бизне$$’а») (акапелла была записана в 2000 году)
- 2002 — Влади — «Ты должна остаться» (альбом «Что нам делать в Греции?») (акапелла была записана в 2000 году[3])
- 2003 — Мастер Шеff — «Joseffina» (альбом «Мастер слога ломаного») (акапелла была записана в 2000 году)
- 2004 — ДеЦл — «Бог есть» (альбом «Detsl aka Le Truk»)
- 2004 — Пьянству Бойс — «Мишанин шан» (альбом «Шлак-Дональдс»)
- 2004 — Shooroop — «Камень, ножницы, бумага» (feat. MC Молодой, Legalize, С. О. Макъ) (альбом «Камень, ножницы, бумага»)
- 2006 — «Маша и Медведи» — «Латы» (альбом «Без языка»)
- 2007 — Sokół & Pono — «Nie Lekceważ Nas» (альбом «Teraz pieniądz w cenie»)
- 2008 — N’Pans — «Время» (альбом «Свой среди чужих, чужой среди своих»)
- 2008 — Нестандартный Вариант — «Nie Lekcewaz Nas (Нельзя недооценивать нас)» (альбом «Еле слышно»)
- 2008 — Nonamerz — «Суперлирика» (feat. Мак, К.И.Т., Лигалайз) (микстейп Piratka Mixtape)
- 2009 — Настя Задорожная — «Russian Шоубизнес» (альбом «12 историй»)
- 2010 — DJ Nik One & 5Плюх — «Одна любовь» (feat. Avatar Young Blaze, Mezza Morta, Лигалайз, Смоки Мо) (альбом «5PN1»)
- 2010 — Би-2 — «Повелитель молний» (альбом «Бумажный змей» (EP))
- 2010 — Пилигрим — «Мгновения дым» (feat. Лигалайз)
- 2011 — Mezza Morta — «Ничего не изменилось» (альбом «Во все тяжкие»)
- 2013 — Винт и Мэф — «Трасса» (альбом «Огонь в глазах»)
- 2016 — Бьянка — «Жара» (альбом «Мысли в нотах»)
- 2017 — Львиное сердце — «Спальные районы», «Уличные гонки» и «Воля» (альбом «Львиное сердце»)
- 2017 — Burito — «Неприкасаемые» (альбом «Белый альбом»)
- 2018 — Zdob și Zdub — «Balkana Mama» (feat. Loredana & Legalize)

## Продюсирование
- 1996 — I.F.K. — Mosquito Man («Powa» — скретч: DJ Legalize)[5]
- 1998 — D.O.B. — Rushun Roolett (альбом)
- 1998 — Рабы лампы — «Это не больно» («Рабы рифмы», «Нет надежды впереди»[3], скретч в песне «TV shit»[6])
- 1999 — Bad Balance — «Город джунглей» («Готовы ли вы?»[3])
- 2000 — D.O.B. Community — «Архив: 1992—1996» («Legalize Ona Set» 1995)
- 2000 — Легальный бизне$$ — «Рифмомафия» («Настоящий хип-хоп»)
- 2000 — D.O.B. — «Мастера Слова» («(Все вместе) На месте», «М. С. — Мастера Слова», «Настоящий хип-хоп» (уч. G-Wilkes), «Громче музыку, громче микрофоны»)
- 2003 — Лигалайз + П-13 — «Провокация» («Без извинений», «Искус», «Ты гонишь», «Рабы рифмы 2003», «Реакция»)
- 2004 — Ю.Г. — «Пока никто не умер» («Холоднокровные»)
- 2004 — D.O.B. — «Короли андеграунда» («Back together», «Классика (В.В.Н.М.)», «Классика2 (М.С. — Мастера Слова)», «Громче музыку, громче микрофоны»)
- 2005 — Проект Блокада — «Издание 1-е» («Второе сияние» и «Не по правилам»)
- 2006 — Лигалайз — XL (альбом)
- 2007 — D.O.B. Community — «Полихромный продукт» («Непруха (с утра)»)
- 2010 — Винт — «Письмо МэФу» (сингл)
- 2011 — Mezza Morta — «Во все тяжкие» («Может быть»)
- 2012 — ILWT — «Буду в Пензе — позвоню» («Мейн-кун»)
- 2013 — Shaz Illyork — Deadstock Revival («The Shaman»)
- 2015 — Spit Gemz — Fvck the Radio («Homemade Hot Sauce» feat. Thirstin Howl The 3rd & Meyhem Lauren)
- 2016 — Mikey D — Day of D’struction («Introduction», «D.O.D.» feat. Grandmaster Caz, «Street Champion», «Large Pro Speaks», «All Alone», «Horns Of Fury» feat. Chris Rivers, «Bless M», «Back To The Future», «The Rhyme Heaterz (The Symphony XXI)» feat. Canibus, Craig G., RA The Rugged Man, «Living Proof», «Biiiitch!»)

## Чарты и ротации
С 2003 по 2004 год в хип-хоп-передаче «Фристайл» на «Нашем Радио» прозвучали песни с участием Лигалайза: «Камень, ножницы, бумага» от Shooroop (feat. MC Молодой, Legalize, С. О. Макъ), «Пачка сигарет» и «Мелодия души» («Легальный бизне$$»), «Мастера слова», «Ветераны» и «Ностальгия» группы D.O.B., «Я знаю людей…», «П-Ровокация» и «Пражские будни» проекта «Лигалайз + П-13», «Dr. BleFF» от MC Legalize, «Суперлирика» проекта «Империя».
С 2006 года несколько песен Лигалайза находятся в ротации нескольких российских радиостанций: «Сволочи», «Будущие мамы», «Джаная», «Джаная» (X-Mode, Dato & Лигалайз), «Рождённые в СССР», «Никакие мамы» (DJ Грув vs Лигалайз & Юлия Савичева), «Моя Москва», «Небо, засыпай (Птицы)» (МакSим feat. Лигалайз), «Любовь в каждом мгновении» (Юля Волкова & Лена Катина & Лигалайз & Майк Томпкинс), «Караван» (feat. Андрей Гризли, IKA & Art Force Crew), «Неприкасаемые» (Burito & Лигалайз), «Ещё один день» (Filatov & Karas vs. Лигалайз), «Balkana Mama» (Zdob si Zdub feat. Loredana & Лигалайз) и «Океан». При этом песня «Ещё один день» (2017) является самой популярной на радио, а песня «Будущие мамы» является второй по популярности.
По данным интернет-проекта Moskva.FM, 9 песен Лигалайза из альбома XL были в ротации нескольких российской радиостанций с 2007 по 2015 год: «Жизнь», «Кто ты такой?!», «Будущие мамы», «Стресс», «Русский рэп», «Рождённые в С.С.С.Р.», «Первый отряд», «Сволочи» и «Остаться». При этом песня «Жизнь» является самым популярным треком Лигалайза на радио, который прослушали двести тысяч раз. Песни «Моя Москва» и «Джаная» также были в ротации.
По данным интернет-проекта Moskva.FM, на радио прозвучало несколько песен групп, в состав которых входил Лигалайз. 4 песни группы «Легальный бизне$$» были в ротации российской радиостанции «Радио NEXT» с 2007 по 2010 год: «Всем всем», «Мелодия души», «Пачка сигарет» и «Этим вечером». При этом песня «Пачка сигарет» является самым популярным треком группы на радио, который прослушали две тысячи раз. Песня «Я знаю людей…» проекта «Лигалайз + П-13» была в ротации российской радиостанции «Радио NEXT» с 2007 по 2010 год, где её послушали две тысячи раз. Песни «Уличные рэпперы» и «Раз-слушай дикцию» группы D.O.B. были в ротации российской радиостанции «Радио NEXT» в 2008 году. Песни «Мы» и «Классика» также были в ротации на радио «ЮFM» в 2009 году.

## Фильмография
- 2007 — Сборник видеоклипов Liga DVD Vol.1
- 2014 — «Близко, но далеко» (короткометражный фильм)[14]
- 2019 — «BEEF: Русский хип-хоп»[15]
- 2019 — «С закрытыми окнами»[16]
- 2021 — «Девяностые» (проект Сергея Минаева). 1 сезон, 6 серия: «Реклама»[17]

### Видеоклипы
| Год  | Название                                                                   | Альбом            | Режиссёр                  |
| ---- | -------------------------------------------------------------------------- | ----------------- | ------------------------- |
| 1998 | Вы хотели party? (Jam Style & Da Boogie Crew feat. Лигалайз)               | N/A               |                           |
| 2003 | Я знаю людей («Лигалайз + П-13»)                                           | Провокация        | Михаил Соловьёв, Лигалайз |
| 2004 | Бог есть (ДеЦл feat. Лигалайз)                                             | Detsl aka Le Truk |                           |
| 2005 | Первый отряд (OST Первый отряд)                                            | XL                | Михаил Шприц              |
| 2006 | Сволочи (OST Сволочи)                                                      | XL                | Александр Атанесян        |
| 2006 | Будущие мамы                                                               | XL                | Павел Бардин              |
| 2006 | Жизнь                                                                      | XL                | Константин Черепков       |
| 2006 | Стресс                                                                     | XL                | Олег Краснянский          |
| 2007 | Джаная (feat. Dato)                                                        | XL                | Константин Черепков       |
| 2007 | Рождённые в СССР                                                           | XL                | Павел Худяков             |
| 2008 | Кто ты такой (feat. N’Pans)                                                | XL                |                           |
| 2008 | Моя Москва                                                                 | N/A               | Резо Гигинеишвили         |
| 2009 | Небо, засыпай (feat. МакSим)                                               | N/A               | Игорь Волошин             |
| 2010 | Воля (feat. Львиное Сердце)                                                | N/A               |                           |
| 2011 | В чём дело?! (feat. Slim, Словетский, Смоки Мо & DJ Nik-One)               | N/A               |                           |
| 2011 | О-о!!! А-а!!!                                                              | N/A               |                           |
| 2011 | Время собирать камни (OST Камень)                                          | N/A               |                           |
| 2014 | Любовь в каждом мгновении (feat. Юля Волкова, Лена Катина & Майк Томпкинс) | N/A               | Елена Кипер               |
| 2015 | Fight (feat. Onyx)                                                         | Живой             | Long Story Production     |
| 2015 | Гагарин (feat. Trubetskoy)                                                 | Живой             | Александр Стеколенко      |
| 2015 | В тот день, когда окончилась война (стихи А. Твардовского)                 | Живой             | Игорь Шмелёв              |
| 2015 | Карма                                                                      | Живой             | Игорь Шмелёв              |
| 2015 | Караван (feat. Андрей Гризли, Ika & Art Force Crew)                        | Живой             | Константин Черепков       |
| 2016 | Укрою                                                                      | Живой             | Игорь Шмелёв              |
| 2016 | Мелодия души (feat. Тина Кузнецова)                                        | Живой             | Константин Черепков       |
| 2017 | Мама не убивай (feat. Nuteki)                                              | Живой             | Евгений Усанов            |
| 2017 | Ещё один день (Filatov & Karas Vs. Лигалайз)                               | N/A               | Игорь Волошин             |
| 2018 | Balkana Mama (feat. Zdob Si Zdub & Loredana)                               | N/A               | Ионут Трандафир           |
| 2018 | Не верь хайпу                                                              | Молодой король    | Андрей Давыдовский        |
| 2019 | Океан                                                                      | Молодой король    | Игорь Волошин             |
| 2019 | Застой 2.0                                                                 | ALI               | Павел Бардин              |
| 2021 | Я такой же как ты                                                          | N/A               | Chaosform                 |
| 2022 | Будущие мамы 2.0 (Filatov & Karas Vs. Лигалайз)                            | N/A               | Serghey Grey              |

### Видеоклипы в составе групп
| Год  | Название                                                       | Альбом        | Режиссёр           |
| ---- | -------------------------------------------------------------- | ------------- | ------------------ |
| 1999 | Война (Bad Balance, Богдан Титомир, Лигалайз)                  | «Новый мир»   | Мичислав           |
| 1999 | Пачка сигарет («Легальный бизне$$»)                            | «Рифмомафия»  | Влад Валов         |
| 2000 | Мелодия души («Легальный бизне$$»)                             | «Рифмомафия»  | Олег Степченко     |
| 2000 | «Надежда на завтра» (ДеЦл feat. Bad B. Альянс: Шеff, Legalize) | «Кто ты?»     | Филипп Янковский   |
| 2012 | Тан-Цзы («Ярость Inc.»)                                        | «Бочка дёгтя» |                    |
| 2012 | Ярость («Ярость Inc.»)                                         | «Бочка дёгтя» | Михаил Соловьёв    |
| 2013 | Война («Ярость Inc.»)                                          | N/A           | King Solomon Caine |
| 2013 | Три плоскости («Ярость Inc.»)                                  | «Бочка дёгтя» | Александр Кушуля   |